# Mátenme porque me muero
Mátenme Porque Me Muero fue un maxi y EP de la banda de rock alternativo Caifanes, lanzado a mediados del mes de junio de 1988. Básicamente, era una prueba de la compañía para medir el nivel de ventas y la popularidad del grupo. En esta época, ya eran conocidos en el medio underground de la Ciudad de México, pues habían abierto el concierto de Miguel Mateos en el Hotel de México, sus demos ya se encontraban circulando por la radio y su fama NO muy notoria. El nombre de los Caifanes era presente en cada afiche de los antros y bares de la época.
La compañía decidió lanzar este sencillo junto con el de "Juegos de Amor" de Neón, y "Tu y Yo/Hasta El Edén" de la cantante Alquimia; la meta era llegar a una cifra considerable de copias vendidas. Caifanes logró la inverosímil cifra de 300,000 copias vendidas y posteriormente la edición de su primer larga duración.

## Lista de canciones[1]
Todos los temas escritos y compuestos por Saúl Hernández.
Sencillo de 33 1/3 RPM o 45 1/3 RPM:

| Lado 1 |                           |          |  |
| N.º    | Título                    | Duración |  |
| 1.     | «Mátenme porque me muero» | 3:32     |  |

| Lado 2 |                    |          |  |
| N.º    | Título             | Duración |  |
| 1.     | «La bestia humana» | 3:47     |  |

Extended Play de 12 Pulgadas y 45 1/3 RPM (Lado 1) y 33 1/3 RPM (Lado 2):

| Lado 1 |                           |          |  |
| N.º    | Título                    | Duración |  |
| 1.     | «Mátenme porque me muero» | 3:32     |  |

| Lado 2 |                                       |          |  |
| N.º    | Título                                | Duración |  |
| 1.     | «Mátenme porque me muero (Versión 2)» | 3:50     |  |
| 2.     | «La bestia humana»                    | 3:47     |  |

## Personal[1]

#### Caifanes
- Saúl Hernández - Voz, guitarra
- Diego Herrera - Teclados
- Sabo Romo - Bajo
- Alfonso André - Batería, percusiones

#### Colaboradores
- Gustavo Cerati - Guitarra en "La Bestia Humana".

#### Ficha técnica
- Oscar López: Producción.
- Oscar López, Mariano López: Ingeniería de grabación y mezcla.
- Fecha y estudio de grabación: Grabado en 1988 en Estudios Panda (Buenos Aires).